# Championnats d'Europe d'escrime 2002
Navigation
Édition précédente Édition suivante
Les championnats d'Europe d'escrime 2002 se sont disputés à Moscou en Russie du  2 juillet 2002 au 7 juillet 2002.  La compétition est organisée pour la première fois par la fédération russe d'escrime, sous l'égide de la Confédération européenne d'escrime a vu s'affronter des tireurs des différents pays européens lors de 12 épreuves différentes. 

## Médaillés
| Épreuves                               | Or                                                                                       | Argent                                                                          | Bronze                                                                              |
| -------------------------------------- | ---------------------------------------------------------------------------------------- | ------------------------------------------------------------------------------- | ----------------------------------------------------------------------------------- |
| Épée                                   |                                                                                          |                                                                                 |                                                                                     |
| Hommes individuel résultats détaillés  | Gábor Boczkó                                                                             | Pavel Kolobkov                                                                  | Géza Imre Iván Kovács                                                               |
| Hommes par équipes résultats détaillés | France- Érik Boisse - Rémy Delhomme - Jérôme Jeannet - Frédéric Boulière                 | Pologne- Tomasz Motyka - Michał Sobieraj - Marek Petraszek - Adam Wiercioch     | Ukraine- Oleksandr Horbachuk - Dmytro Karyuchenko - Maksym Khvorost - Dmytro Chumak |
| Femmes individuel résultats détaillés  | Maureen Nisima                                                                           | Níki Sidiropoúlou                                                               | Lyubov Shutova Oksana Iermakova                                                     |
| Femmes par équipes résultats détaillés | Hongrie- Adrienn Hormay - Hajnalka Kiraly - Ildikó Mincza - Hajnalka Tóth                | Russie- Karina Aznavourian - Tatiana Logunova - Oksana Iermakova - Anna Sivkova | Ukraine- Nataliya Konrad - Nadiya Kazimirchuk - Olga Partala - Yeva Vybornova       |
| Fleuret                                |                                                                                          |                                                                                 |                                                                                     |
| Hommes individuel résultats détaillés  | Andrea Cassarà                                                                           | Simon Senft                                                                     | Michael Ludwig Sławomir Mocek                                                       |
| Hommes par équipes résultats détaillés | Italie- Andrea Cassarà - Marco Ramacci - Simone Vanni - Matteo Zennaro                   | France- Nicolas Beaudan - Érik Friess - Jérôme Weibel - Victor Sintès           | Allemagne- Christian Schlechtweg - Simon Senft - Richard Breutner - Johannes Krüger |
| Femmes individuel résultats détaillés  | Sylwia Gruchala                                                                          | Laura Badea                                                                     | Roxana Scarlat Svetlana Boïko                                                       |
| Femmes par équipes résultats détaillés | Pologne- Sylwia Gruchała - Magdalena Mroczkiewicz - Anna Rybicka - Małgorzata Wojtkowiak | Hongrie- Aida Mohamed - Edina Knapek - Katalin Varga - Gabriella Varga          | Russie- Svetlana Boïko - Ekaterina Youcheva - Julia Khakimova - Viktoria Nikichina  |
| Sabre                                  |                                                                                          |                                                                                 |                                                                                     |
| Hommes individuel résultats détaillés  | Stanislav Pozdniakov                                                                     | Sergey Sharikov                                                                 | Mihai Covaliu Volodymyr Loukachenko                                                 |
| Hommes par équipes résultats détaillés | Russie- Sergey Sharikov - Aleksey Frosin - Aleksey Dyachenko - Stanislav Pozdniakov      | Italie- Giacomo Guidi - Aldo Montano - Giampiero Pastore - Luigi Tarantino      | Hongrie- Tamás Decsi - Domonkos Ferjancsik - Kende Fodor - Zsolt Nemcsik            |
| Femmes individuel résultats détaillés  | Cécile Argiolas                                                                          | Elena Nechaeva                                                                  | Irina Bachenova Orsolya Nagy                                                        |
| Femmes par équipes résultats détaillés | Russie- Elena Nechaeva - Irina Bazsenova - Natalia Makeïeva - Yelizaveta Gorszt          | Hongrie- Orsolya Nagy - Edina Csaba - Gabriella Sznopek - Annamaria Nagy        | Azerbaïdjan- Yanna Sioukaïeva - Angela Volkova - Elena Jemayeva - Elena Amirova     |

## Tableau des médailles
| Rang  | Nation      | Or | Argent | Bronze | Total |
| ----- | ----------- | -- | ------ | ------ | ----- |
| 1     | Russie      | 3  | 4      | 5      | 12    |
| 2     | France      | 3  | 1      | 0      | 4     |
| 3     | Hongrie     | 2  | 2      | 4      | 8     |
| 4     | Pologne     | 2  | 1      | 1      | 4     |
| 5     | Italie      | 2  | 1      | 0      | 3     |
| 6     | Roumanie    | 0  | 1      | 2      | 3     |
| 7     | Allemagne   | 0  | 1      | 1      | 2     |
| 8     | Grèce       | 0  | 1      | 0      | 1     |
| 9     | Ukraine     | 0  | 0      | 3      | 3     |
| 10    | Autriche    | 0  | 0      | 1      | 1     |
| 10    | Azerbaïdjan | 0  | 0      | 1      | 1     |
| Total | Total       | 12 | 12     | 18     | 42    |